# 聖歌 (日本福音連盟)
『聖歌』（せいか）は、車田秋次が会長だった日本福音連盟によって1958年に発行された讃美歌集。中田羽後らが聖歌編集委員会の代表で編集をした。現在は教文館が版権をもっており、絶版になっている。日本最初の音楽伝道者三谷種吉の讃美歌集「福音唱歌」（1898年歌詞判、1900年中田重治発行、教文館、1901年バークレー・バックストン発行）からほとんどの讃美歌が採用されているが、中田羽後の手が入っている 。

## 特色
- 第三部の「霊の歌」では、四重の福音のテーマで選曲されており、ホーリネス神学の影響が見られる。裏扉の聖書箇所は新生、聖化、神癒、再臨の聖句である。

## 内容
- 第1部　詩篇
- 第2部　讃美
  - 礼拝（85番-111番）
  - 神（112番-118番）
  - イエス・キリスト（119番-188番）
  - 聖霊（189番-193番）
  - 聖書（194番-198番）
  - 教会（199番-221番）
  - 信徒の生活（222番-361番）
  - 来世（362番-365番）
  - レスポンス（366番-390番）
- 第3部（霊の歌）
  - 救い（391番-476番）
  - きよめ（541番-561番）
  - いやし（616番-619番）
  - 再臨（620番-648番）
  - 子供（649番-688番）
  - 合唱（689番-700番）
- 第4部
  - 補遺（701番-734番）

## 主な収録曲
- おどろくばかりの（第229番）
- 主よ深きふちの底より（第228番）
- きみはわれのまぼろし（259番）